# Pakoštane
Pakoštane (Italiaans: Poschiane of Pacostiane; Duits: Schantpag) is een gemeente in de Kroatische provincie Zadar.
Pakoštane telt 3884 inwoners. Pakoštane ligt op de landengte tussen de adriatische zee en het Vranskomeer.

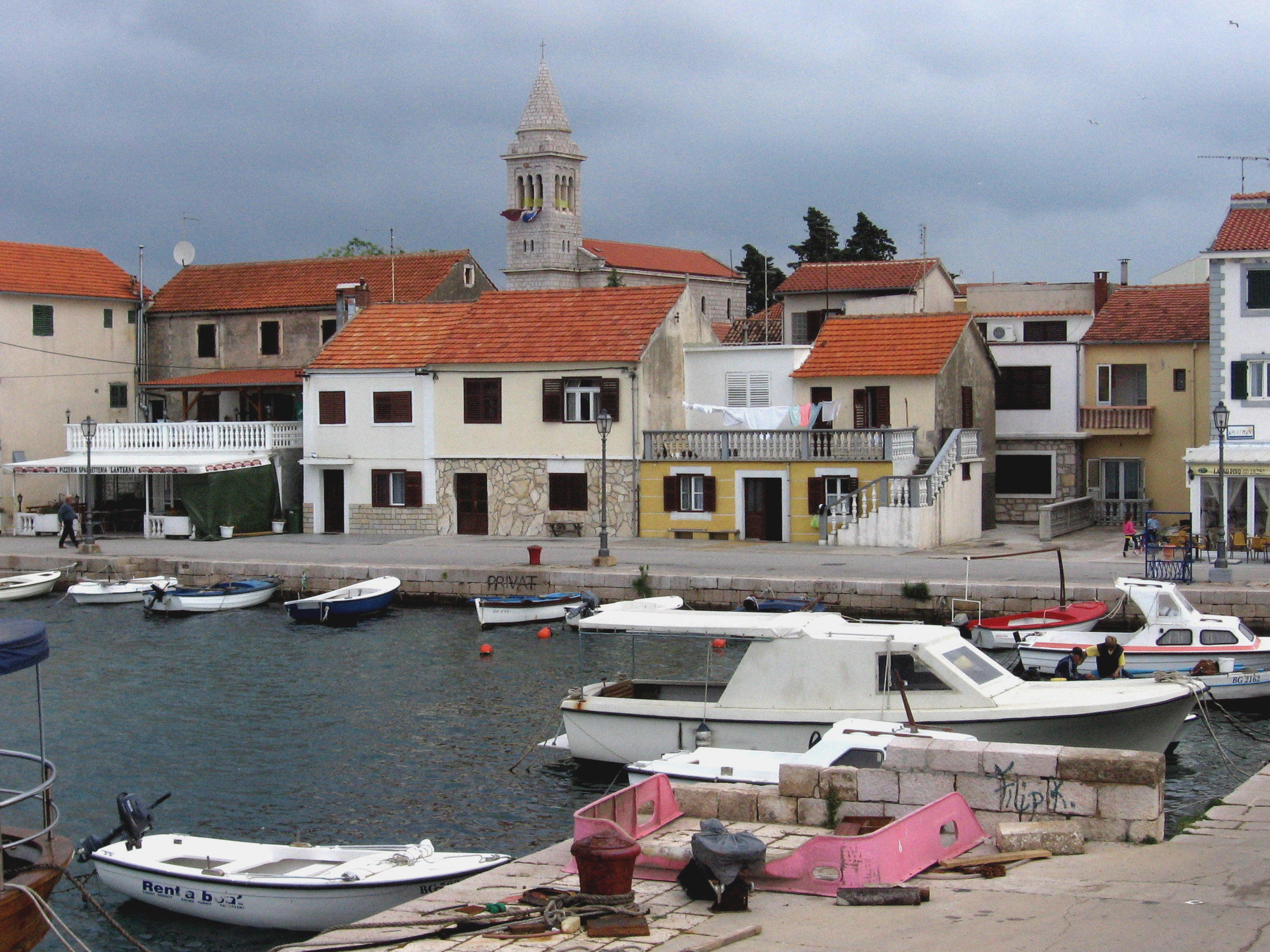
Pakoštane

Steden (gradovi): Zadar · Benkovac · Biograd na Moru · Nin · Obrovac · Pag

Gemeenten (općine): Bibinje · Galovac · Gračac · Jasenice · Kali · Kolan · Kukljica · Lišane Ostrovičke · Novigrad · Pakoštane · Pašman · Polača · Poličnik · Posedarje · Povljana · Preko · Privlaka · Ražanac · Sali · Stankovci · Starigrad · Sukošan · Sveti Filip i Jakov · Škabrnja · Tkon · Vir · Vrsi · Zemunik Donji